# 法務死
法務死（ほうむし）は、刑死者や収監中死亡者の死因を指す用語。

## 用例
専ら第二次世界大戦後の極東国際軍事裁判（東京裁判）を始めとした戦犯裁判による日本人刑死者に対して用いられ、他の用例は見られない。

## 類義語
同様の用法をされる語に「殉難死」がある。